# Les Bordes (Indre)
Les Bordes è un comune francese di 961 abitanti situato nel dipartimento dell'Indre nella regione del Centro-Valle della Loira.

## Società

### Evoluzione demografica
Abitanti censiti